# Punt
Punt az ókori egyiptomi feljegyzésekből ismert távoli vidék, ahová az egyiptomiak többször is indítottak kereskedelmi expedíciót, a legkorábbi ismertet Szahuré fáraó alatt, a legismertebbet pedig Hatsepszut fáraónő uralkodásának 8. évében. Punt a Vörös-tenger partján helyezkedett el, feltehetőleg a mai Szomália, Dzsibuti vagy Eritrea területén. Az egyiptomiak hívták ta-netjernek, azaz az isten országának is.
Punt fejedelme megérkezett és magával hozta az adót. Punt országának törzsfői megjelentek és üdvözlésként meghajoltak, hogy fogadják a királynő katonáit. Dicsőitették és magasztalták Amont, az istenek királyát. A hajókat teljesen megrakták Punt országának értékes termékeivel... jó illatú gyantával és friss tömjénnel, nagy mennyiségű ébenfával, elefántcsonttal... szemfestékkel és kutyafejű majmokkal és agarakkal, továbbá leopárdbőrrel és bennszülöttekkel és gyermekeikkel...

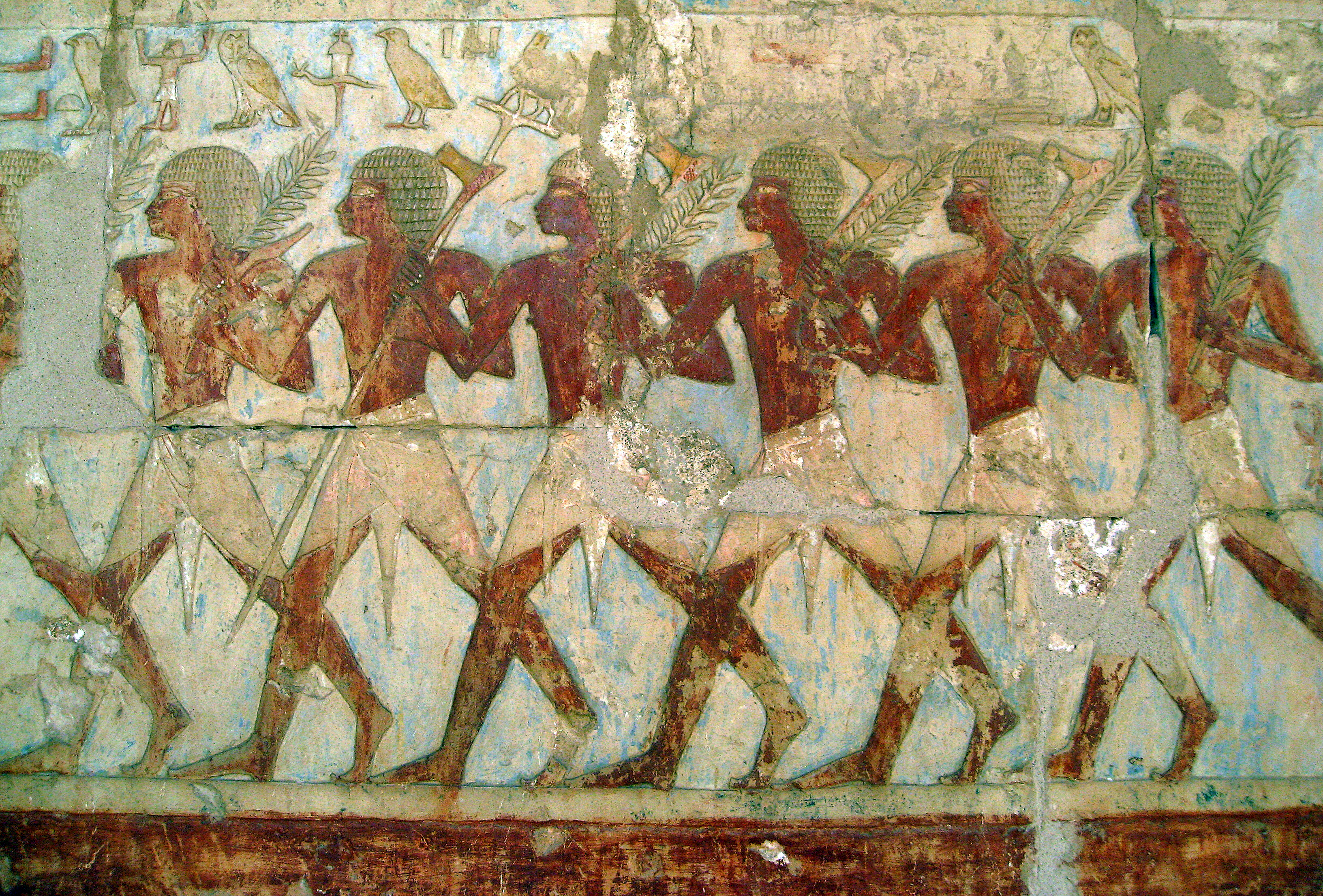
Hatsepszut katonái Punt földjén

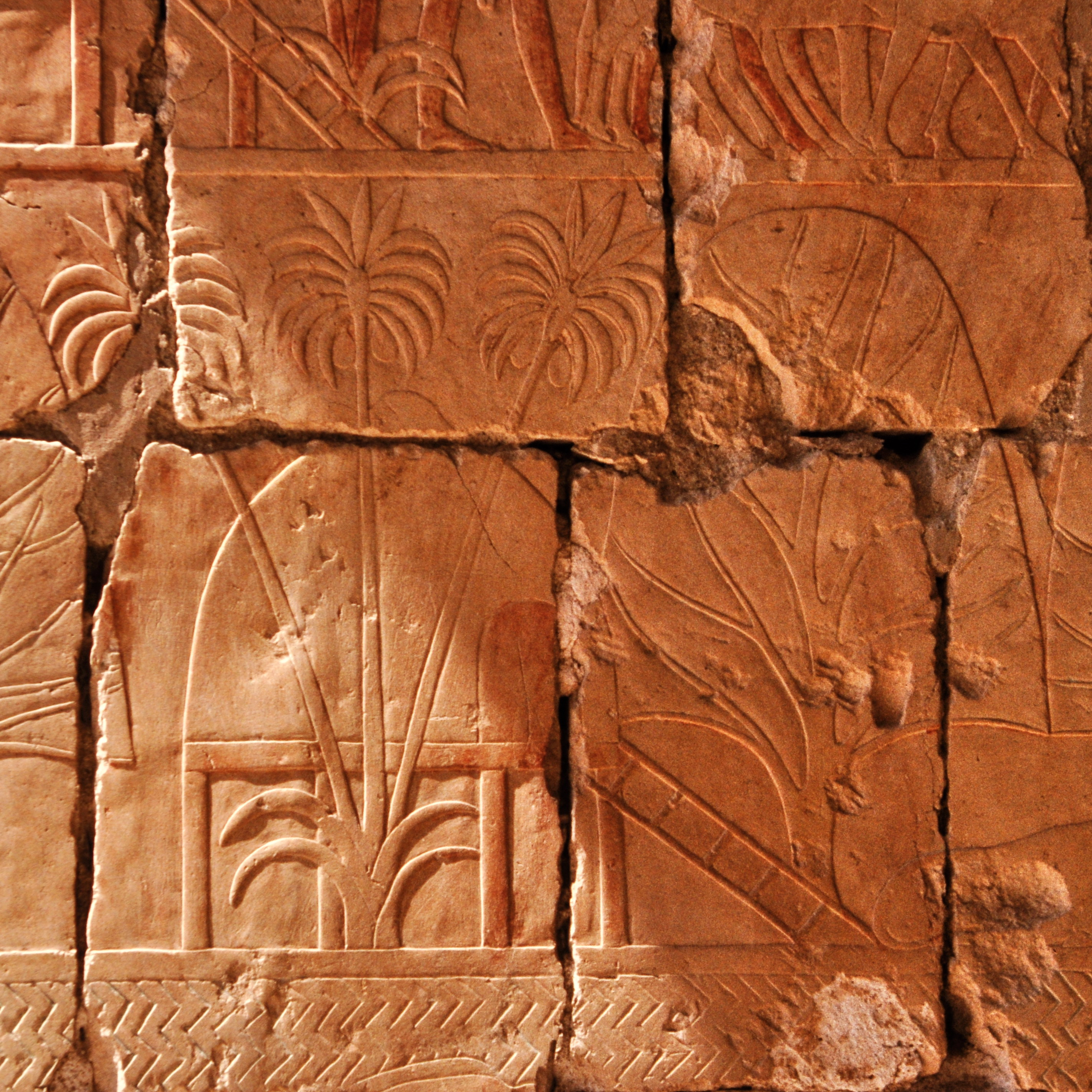
Tömjén- és mirrhafák, amilyeneket Hatsepszut expedíciója hozott Puntból

A Puntba indított expedíciót részletesen megörökítik Hatsepszut Dejr el-Bahari-i halotti templomának domborművei; a titokzatos országról innen lehet a legtöbbet megtudni, bár az egyiptomiak már az óbirodalom idején is küldtek ide hajókat, elsősorban tömjénért és mirháért, és Hatsepszut csak felújította a kereskedelmet, ami a második átmeneti kor hükszosz megszállói idején szünetelt.
Punt valószínűleg egy folyó torkolatánál feküdt, mert az állatvilágát ábrázoló képeken édes- és sósvízi halak is láthatóak. Mivel odafelé 30-40 napot, visszafelé, széllel szemben csaknem 3 hónapot kitett az út, Punt nem lehetett távolabb a Vörös-tenger legdélebbi pontjánál, a Guardafui-foknál. Az ábrázolások alapján lakóinak kúp alakú házai cölöpökre épültek, létrán lehetett feljutni beléjük. Ilyen házak ma is állnak Kelet-Afrikában.
Hatsepszut domborművei bemutatják az expedíció teljes történetét. A flotta öt darab húszméteres hajóból állt, mindegyiken 30 evezős szolgált. Az egyiptomiak ajándékot vittek Punt királyának és királynéjának, Parehunak és Itinek. A királynét rendkívül kövér testtel ábrázolták, egyes értelmezések szerint valamilyen betegségben szenvedhetett. A hajókat ezek után megrakták Punt legértékesebb árucikkeivel, mirhával (egyiptomi nyelven antiju) és tömjénnel (szeneter), amikre a vallási szertartásokhoz szükség volt, de a gyógyításban is használták, de hoztak aranyat, ezüstöt, fahéjat, gyantát, egzotikus állatokat, állatbőröket és gyökerestől kiásott élő mirhafákat is – melyből 31 szerencsésen megérkezett Egyiptomba, és a karnaki Ámon-templomban ültették el, de az eltérő éghajlat miatt elpusztultak, így a későbbi fáraók újabb expedíciókat kellett, hogy indítsanak Punt földjére. A domborművek bemutatják a hazavezető utat is, és azt, ahogy Ámon megdicséri Hatsepszutot a sikeres expedícióért és kifejezi örömét.
Puntról kapta a nevét Szomália egyik régiója, Puntföld.